# Max Aub
Max Aub Mohrenwitz (n. 2 iunie 1903 - d. 22 iulie 1972) a fost prozator și dramaturg spaniol, stabilit în Mexic.

## Opera
- 1928: Narcis ("Narcis") - teatru;
- 1943: San Juan ("San Juan") -teatru;
- ciclul de romane Labirintul magic ("El laberinto mágico"), compus din:
  - 1943: Lagăr închis ("Campo cerrado");
  - 1945: Lagăr însângerat ("Campo de sangre");
  - 1951: Lagăr deschis ("Campo abierto");
  - 1963: Campo del Moro ("Campo del Moro");
  - 1965: Lagăr francez ("Campo francés");
  - 1968: Lagărul migdalilor ("Campo de los almendros").